# Espírito Santo (Rio Grande do Norte)
Espírito Santo è un comune del Brasile nello Stato del Rio Grande do Norte, parte della mesoregione del Leste Potiguar e della microregione del Litoral Sul.